# Lom
Lòm je pojav, ki nastane predvsem pri krhkih materialih, ko jih obremenimo z mehansko obremenitvijo. Ti materiali se pri obremenitvi plastično ne deformirajo, temveč elastični deformaciji sledi lom. Material se razdeli na dva dela ali več. Če v materalu ni nobene napake, se poruši pri napetosti, ki je enaka teoretični kohezijski trdnosti. Ta napetost je zelo velika – okoli 10 odstotkov elastičnega modula. Dejanska zlomna trdnost materialov je bistveno manjša. V krhkih materialih navzočnost razpoke izredno zmanjša lomno napetost. Ob vrhu razpoke se namreč pojavi koncentracija napetosti. Vsak material, tudi najbolj krhek, se ob prelomnini plastično deformira.

## Vrste lomov
Lome delimo glede na to, koliko energije se porabi za lom. Malo energije se porabi pri krhkem lomu, veliko pa pri žilavem lomu.
V steklu in keramičnih materialih so navadno navzoče razpoke ali druge napake, ki povzročijo koncentracijo napetosti. Pri kovinah pa morajo razpoke najprej nastati. Ugotovljeno je bilo, da se kovine pred lomom vsaj malo plastično deformirajo in pri tem nastanejo mikrorazpoke zaradi nakopičenja dislokacij ob kristalnih mejah ali delcih, lahko pa nastanejo tudi z reakcijo dislokacij, ki drsijo po nevzporednih drsnih ravninah. Napredovanje razpoke v polikristalih lahko poteka po mejah kristalnih zrn – interkristalni lom – ali skozi kristalna zrna po določenih razkolnih ravninah – transkristalni ali razkolni lom. Za žilav lom ni nujen nastanek in napredovanje razpoke. Do loma lahko vodijo procesi pri plastični deformaciji. Žilavi lomi so transkristalni.